# Ventilace

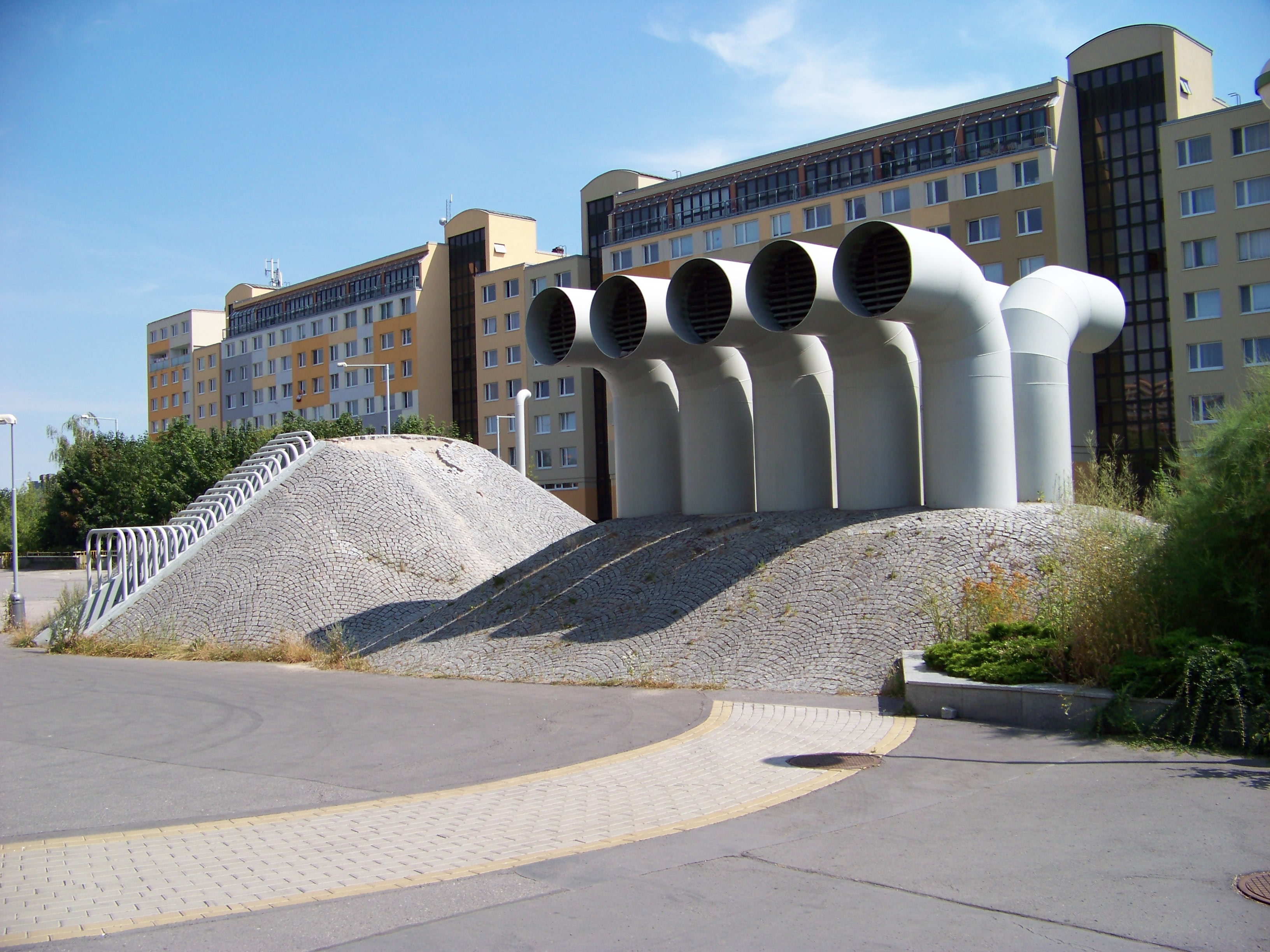
Výdechy ventilace pražského metra ve Stodůlkách

Větrání neboli ventilace (latinské ventilatio pochází z ventus, vítr) znamená výměnu vzduchu, např. s nižším obsahem kyslíku (tzv. vydýchaného) nebo znečištěného za čerstvý vzduch. Slouží k výměně vzduchu v interiéru budov či jiných staveb (dopravních, důlních, vodohospodářských...) za čerstvý vzduch.
Běžné větrání bytů a domů je zajištěno otevíráním oken, také ventilačními otvory, šachtami a světlíky (s využitím komínového efektu).
Nucenou výměnu vzduchu lze řešit pomocí ventilátoru. Ventilátor vhání do větraného prostoru (např. v automobilu) čerstvý vzduch, odvětrává z prostoru pachy a vodní páry (laboratoře, koupelny, záchody aj.).
Systém přívodu čerstvého a odtahu použitého vzduchu uvnitř staveb včetně tunelů, dolů aj. se nazývá vzduchotechnika.